# Константин Ангел
Константин Ангел (на гръцки: Κωνσταντῖνος Ἄγγελος, Konstantin Angelos; * ок.  1093; † сл. юли 1166) е византийски военачалник (ок.  1149 – 1166), основател на династията Ангели.
Той произлиза от местността около Филаделфия в Западна Мала Азия
Най-възрастният син е на византийския военачалник Мануил Ангел († ок. 1200), който през 1145 г. става командир на ромейския флот в Сицилия.
През 1150 г. Константин участва в кампанията против сърбите, през 1167 г. – против унгарците и сърбите. Като адмирал на византийския флот се бие против норманите.

## Фамилия
Константин Ангел се жени за византийската принцеса Теодора Комнина, дъщеря на император Алексий I Комнин и на Ирина Дукина. Той се издига в императорския двор. Те имат децата:
- Йоан Дука Ангел, севастократор
- Андроник Дука Ангел, баща на императорите Алексий III Ангел и Исаак II Ангел
- Алексий Комнин Ангел[2], основава църква през 1164 г. в село Нерези в Македония
- Мария Ангелина, омъжена (1160) за протостратор Константин Камица († сл. 1201/02), майка на Мануил Камица
- Евдокия Ангелина, омъжена за Гуделий Цикандил[3]
- Зоя Ангелина, омъжена за Андроник Синадин[4] († 1180), стратег на Дурахиум, Ниш и Трепезунд, дук на Кипър
- Исак Ангел Дука, управител на Киликия, баща на Константин Ангел Дука и тъст на Василий Ватаци
- син, баща на Мануил Ангел († сл. 1191).